# Жукова, Крестина Ивановна
Крести́на Ива́новна Жу́кова (род. 9 ноября 1990 года, Шахунья, Нижегородская область, СССР) — российская легкоатлетка. Серебряный призёр летних Паралимпийских игр 2012, двукратный призёр чемпионатов мира в прыжках в длину. Заслуженный мастер спорта России.
Тренируется под руководством Евгения Суханова.

## Награды
- Медаль ордена «За заслуги перед Отечеством» II степени (10 сентября 2012 года) — за большой вклад в развитие физической культуры и спорта, высокие спортивные достижения на XIV Паралимпийских летних играх 2012 года в городе Лондоне (Великобритания).[3].
- Заслуженный мастер спорта России (2012).